# Selenid uhličitý
Selenid uhličitý je anorganická sloučenina s chemickým vzorcem CSe2. Jedná se o žlutooranžovou olejovitou kapalinu štiplavého zápachu. Jedná se o selenový analog sirouhlíku (CS2). Tato sloučenina citlivá na světlo je nerozpustná ve vodě a rozpustná v organických rozpouštědlech.

## Syntéza, struktura a reakce
Selenid uhličitý je lineární molekula se symetrií D∞h. Vyrábí se reakcí selenového prášku s parami dichlormethanu při teplotě blízké 550 °C.
2Se + CH2Cl2 → CSe2 + 2HCl
Poprvé o něm informovali Grimm a Metzger, kteří ho připravili zpracováním selenovodíku s tetrachlormethanem v horké trubici.
Stejně jako sirouhlík i selenid uhličitý polymeruje za vysokého tlaku. Předpokládá se, že strukturou polymeru je struktura s páteří ve tvaru -[Se-C(=Se)-C(=Se)-Se]-. Polymer je polovodič s vodivostí 50 S/cm při pokojové teplotě.
Selenid uhličitý je navíc prekurzorem tetraselenfulvalenu, selenového analogu tetrathiafulvalenu, který lze dále použít k syntéze organických vodičů a organických supravodičů.
Selenid uhličitý reaguje se sekundárními aminy za vzniku dialkydiselenokarbamátů:
2Et2NH + CSe2 → (Et2NH2+)(Et2NCSe2−)

## Bezpečnost
Selenid uhličitý má vysoký tlak par. Má střední toxicitu a představuje nebezpečí vdechnutí. Může být nebezpečný kvůli snadnému membránovému transportu. Při skladování se pomalu rozkládá (asi 1 % za měsíc −30 °C). Při komerčním získávání je jeho cena vysoká.
Čistý destilovaný selenid uhličitý má zápach velmi podobný zápachu sirouhlíku, ale ve směsi se vzduchem vytváří extrémně nepříjemný zápach (odpovídající novým, vysoce toxickým reakčním produktům). Jeho zápach si vynutil evakuaci nedaleké vesnice, když byl poprvé syntetizován v roce 1936. Kvůli zápachu byly vyvinuty syntetické cesty, jak se vyhnout jeho použití.